# Monroeva doktrina
Monroeva doktrina (engl.: Monroe Doctrine) je doktrina koju je objavio 2. prosinca 1823. američki predsjednik James Monroe. Doktrina navodi kako će svaki daljnji pokušaj europskih nacija da koloniziraju ili interveniraju u zemljama Sjeverne i Južne Amerike biti smatran činom agresije i zahtijevati intervenciju Sjedinjenih Država. Istovremeno, doktrina je navodila kako se Sjedinjene Države neće uplitati u već postojeće europske kolonije niti sudjelovati u internim problemima europskih država. Doktrina je sačinjena pod vodstvom ministra vanjskih poslova Johna Adamsa. Dokument je zamišljen kao protivljenje europskom kolonijalizmu. Kasnije je doktrina tumačena kao pravo SAD-a da intervenira u zemljama Južne Amerike kao i u Srednjoj Americi.
Doktrina je donesena u vrijeme kada su gotovo sve latinoameričke kolonije Španjolske i Portugala bilo stekle, bilo se nalazile na pragu stjecanja neovisnosti od Španjolskog i Portugalskog Imperija; Peru je 1824. godine bitkom za Ayacucho konsolidirao neovisnost, a Bolivija će neovisnost steći 1825. godine, što je značilo da su pod španjolskom upravom ostale samo Kuba i Portoriko. Sjedinjene su Države, radeći u dogovoru s Ujedinjenim Kraljevstvom, željele spriječiti daljnji dolazak europskih sila.
Predsjednik James Monroe doktrinu je predstavio tijekom sedmog godišnjeg govora o stanju Unije u Kongresu. Sam pojam, "Monroeova doktrina", skovan je 1850. godine, unatoč činjenici da je stvarni tvorac doktrine bio državni tajnik John Quincy Adams. Do kraja 19. stoljeća, Monreova doktrina se smatrala definirajućim momentom u vanjskoj politici Sjedinjenih Država, a ujedno je bila i jedan od najdugovječnijih stupova iste. Mnogi kasniji državnici i predsjednici pozivat će se na ovu doktrinu, među kojima Theodore Roosevelt, John F. Kennedy, Lyndon B. Johnson, Ronald Reagan i drugi. U jednom amandmanu Theodora Roosevelta iz 1904., (The Roosevelt Corollary), zaključuje se da SAD ima pravo nastupati kao "međunarodna policija" (international police power) ako se Karipske i Srednjoameričke države ponašaju "necivilizirano". Ovaj dodatak često je prizivan kao podrška miješanju SAD-a u Latinskoj Americi tijekom hladnog rata.
Namjera i utjecaj Monroeove doktrine ostali su na snazi, uz tek manje varijacije, više od jednog stoljeća. Primarni cilj doktrine bilo je oslobađanje Latinske Amerike straha od europske intervencije i izbjegavanje situacija u kojima bi Novi svijet postao bojno polje za zemlje Staroga svijeta, a sve kako bi Sjedinjene Države nesmetano mogle širiti vlastiti utjecaj. Doktrina je tvrdila kako bi Stari i Novi svijet trebale ostati različite utjecajne sfere upravo zato što su sastavljene od potpuno odvojenih i nezavisnih nacija. Ipak, zemlje Latinske Amerike s vremenom su počele prezirati doktrinu zbog njezina naglašenog intervencionizma i suptilnog imperijalizma, a 2013. godine, američki državni tajnik John Kerry  objavio je kako je "era Monroeove doktrine završena".